# Kipovi sv. Mihaela za 1100 godina Hrvatskog Kraljevstva

Kipovi sv. Mihaela za 1100 godina Hrvatskog Kraljevstva inicijativa je pokrenuta 2024. godine u povodu obilježavanja 1100. obljetnice Hrvatskog Kraljevstva, čiji je glavni cilj postavljanje jedanaest monumentalnih kipova svetog Mihaela arkanđela na strateškim lokacijama u Hrvatskoj i Bosni i Hercegovini. 
Organizator i pokretač je laički pokret „Marijini ratnici” iz Splita i Mostara. Mramorne skulpture visoke tri metra i teške četiri tone izrađuju se u klesarskoj radionici u Kini pod vodstvom katoličkog majstora. Kipovi su ukrašeni hrvatskim pleterom. Financiranje se temelji na dobrovoljnim prilozima vjernika, a prva četiri kipa stigla su u Hrvatsku 29. ožujka 2024. godine.
Značajan moment za cijelu inicijativu predstavlja blagoslov kipa arkanđela Mihaela u vatikanskim vrtovima 5. srpnja 2013. godine, koji su zajednički izveli papa Franjo i papa emeritus Benedikt XVI. Ovaj čin dvojice nasljednika svetog Petra poslužio je kao dodatna inspiracija za hrvatski projekt.
Medijsko pokroviteljstvo nad projektom preuzeo je „Glas Koncila”, što je simbolično s obzirom na to da je prvi broj ovog katoličkog lista iz 1963. godine nosio datum 29. rujna, dan kada se slavi blagdan svetih arkanđela Mihaela, Gabriela i Rafaela.
Jedanaest kipova simbolizira jedanaest stoljeća hrvatske kraljevske povijesti, čineći trajni spomen na jubilej 1100. godina hrvatskog kraljevstva. 

## Lokacije postavljanja[4]
- Pazin - Kip je postavljen uz franjevački samostan (zapad Hrvatske)

- Pokupsko - Kraj crkve Uznesenja Blažene Djevice Marije. (sjever Hrvatske)

- Šarengrad - Kraj franjevačkog samostana svetog Petra i Pavla uz rijeku Dunav. (istok Hrvatske)

- Pločice - U župi Gospe Karmelske u općini Konavle. (jug Hrvatske)

Sedam preostalih kipova bit će postavljeno na crkvenim zemljištima, od kojih četiri u Bosni i Hercegovini (Ljubuški-Humac, Kupres, Nova Bila, Šurkovac) i tri na još neobjavljena mjesta u Hrvatskoj. 

## Duhovno značenje
Sveti Mihael arkanđeo u katoličkoj tradiciji predstavlja Božjeg vojskovođu i zaštitnika Crkve u borbi protiv zla. Njegov biblijski poziv „Tko je kao Bog?” (lat. „Quis ut Deus?”) čini geslo cijele inicijative. Posebno je važno da se projekt realizira tijekom jubilarne godine 2025. i u kontekstu splitskih crkvenih sabora iz doba kralja Tomislava.